# Konstantin Nassonov
Konstantin Nassonov (Rostov sul Don, 26 maggio 1895 – Mosca, 11 agosto 1963) è stato un attore sovietico.

## Filmografia parziale

### Attore
- Duma pro kazaka Golotu (1937)
- Vysokaja nagrada (1939)
- Četvёrtyj periskop (1939)

## Premi
- Artista onorato della RSFSR
- Artista popolare della RSFSR